# Очитків
Очи́тків — село в Україні, у Липовецькій міській громаді Вінницького району Вінницької області. Розташоване на обох берегах річки Кожанка (притока Жидя) за 19 км на північний схід від міста Липовець та за 3 км від зупинного пункту Богданівка. Населення становить 588 осіб. 

## Історія
Село постраждало від Голодомору, кількість жертв невідома, про масові поховання повідомлено Оратівською міською радою. На кладовищі встановлено пам'ятний знак жертвам Голодомору.
12 червня 2020 року, розпорядженням Кабінету Міністрів України № 707-р «Про визначення адміністративних центрів та затвердження територій територіальних громад Вінницької області», увійшло в Липовецьку міську громаду.
19 липня 2020 року, в результаті адміністративно-територіальної реформи та ліквідації Липовецького району, село увійшло до складу Вінницького району.

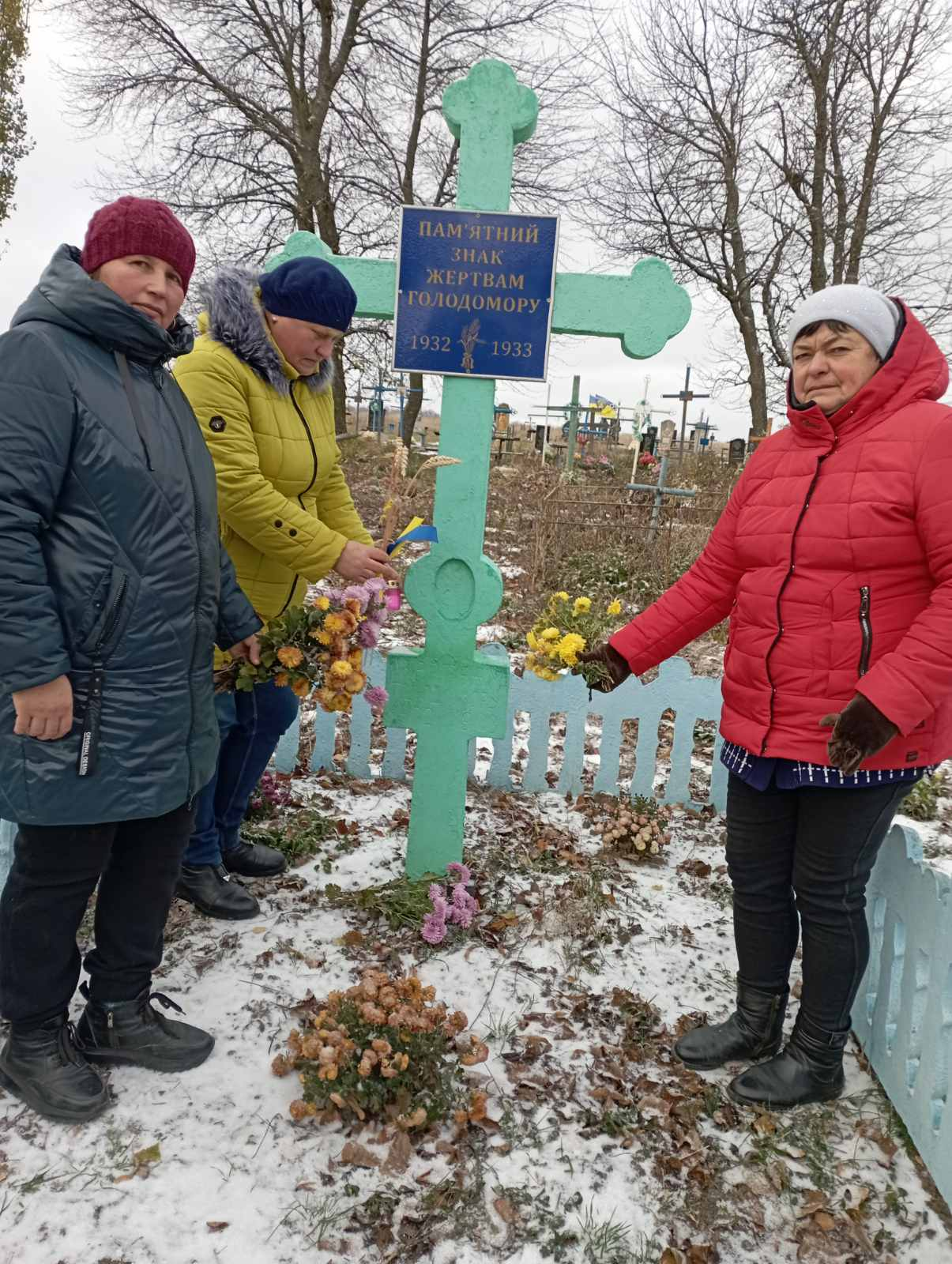
Вшанування пам'яті жертв Голодомору у 2023 році

## Населення

### Мова
Розподіл населення за рідною мовою за даними перепису 2001 року:
| Мова       | Кількість | Відсоток |
| ---------- | --------- | -------- |
| українська | 583       | 99.15%   |
| російська  | 5         | 0.85%    |
| Усього     | 588       | 100%     |